# عظلم بحري
عظلم بحري (الاسم العلمي: Anil maritima) هو نوع من النباتات يتبع جنس العظلم من الفصيلة البقولية.